# Flushing Avenue (linea IND Crosstown)
Flushing Avenue è una fermata della metropolitana di New York situata sulla linea IND Crosstown. Nel 2019 è stata utilizzata da 732 897 passeggeri. È servita dalla linea G, attiva 24 ore su 24.

## Storia
La stazione fu aperta il 1º luglio 1937.

## Strutture e impianti
La stazione è sotterranea, ha due banchine laterali e due binari. È posta al di sotto di Union Avenue e non ha un mezzanino, ognuna delle due banchine ospita infatti un gruppo di tornelli e una scala per il piano stradale che porta all'incrocio con Flushing Avenue.

## Interscambi
La stazione è servita da alcune autolinee gestite da NYCT Bus.
- Fermata autobus